# Zelotes bifukaensis
Zelotes bifukaensis är en spindelart som beskrevs av Takahide Kamura 2000. Zelotes bifukaensis ingår i släktet Zelotes och familjen plattbuksspindlar. Inga underarter finns listade i Catalogue of Life.